# 红腹滨鹬
红腹滨鹬（学名：Calidris canutus）为鹬科滨鹬属的鸟类。是一種中等大小的濱鳥，繁殖於加拿大、歐洲和俄羅斯遠北的苔原和北極山脈。它是濱鷸屬（Calidris）濱鷸家族中的大型成員，僅次於大濱鷸。目前已確認有六個亞種。该物种的模式产地在瑞典。
牠們的飲食隨著季節變化而有所不同；在繁殖地主要以節肢動物和幼蟲為食，而在其他覓食地則以各種硬殼軟體動物為主。北美繁殖的紅腹濱鷸會遷徙到歐洲和南美洲的沿海地區，而歐亞族群則在非洲、巴布亞新幾內亞、澳洲和紐西蘭過冬。此物種在非繁殖期會形成龐大的群體。

## 分類、系統學與演化
紅腹濱鷸最早由卡爾·林奈在他1758年具有里程碑意義的自然系統第十版中作了物種描述，其拉丁名稱為Tringa canutus。有一種說法認為，牠的名字和物種名稱源自克努特大帝，這個名字指的是濱鷸沿潮線覓食，與克努特與潮水的故事有關。不過，這個辭源學說似乎沒有歷史依據。另一個說法是，這個名字是擬聲詞，基於鳥類的低沉叫聲。
紅腹濱鷸與大濱鷸最初是唯一被歸入屬濱鷸屬（Calidris）的兩個物種，但隨後許多其他濱鷸物種也被加入其中。2004年的一項研究發現該屬為多系群，且兩種濱鷸的最親近親屬為濱浪鷸（Calidris virgata）。
紅腹濱鷸共有六個亞種，按體型排列如下；
- C. c. roselaari （Tomkovich, 1990） – （最大）
- C. c. rufa （Wilson, 1813）
- C. c. canutus （Linnaeus, 1758）
- C. c. islandica （Linnaeus, 1767）
- C. c. rogersi （Mathews, 1913）
- C. c. piersmai （Tomkovich, 2001） – （最小）

基於線粒體序列分化和冰川週期期間古氣候學模型的研究表明，canutus是最基礎的族群，約在20,000年前分離（95%置信區間：60,000至4,000年前），而美國和西伯利亞的繁殖族群約在12,000年前出現兩條不同的血統（95%置信區間：45,000至3,500年前）。

## 分布與遷徙

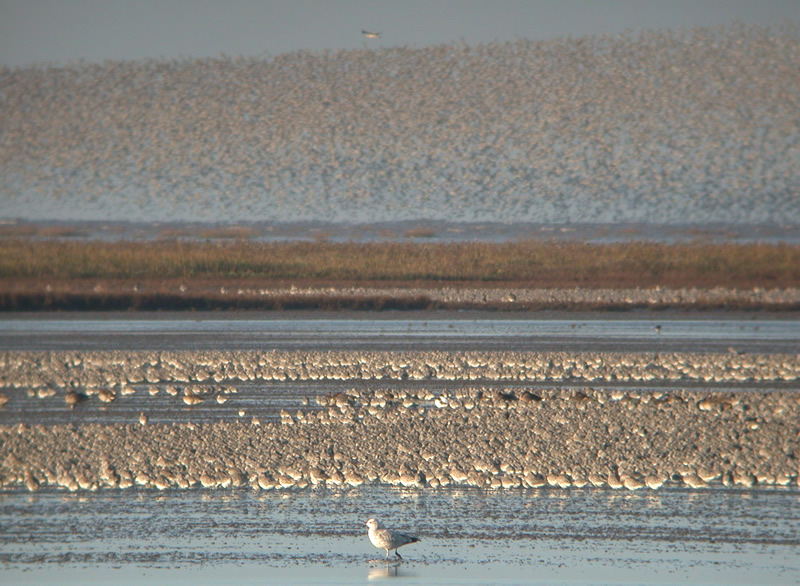
大群的C. c. islandica與其他涉禽一起在英國沿海沼澤地過冬。華許灣，諾福克

在繁殖季節，紅腹濱鷸分佈於高北極的環北極地區，然後遷徙至全球從北緯50°到南緯58°的海岸。紅腹濱鷸是所有鳥類中遷徙距離最長的物種之一。牠每年從北極遷徙超過9,000 mi（14,000 km）到南美洲的最南端，然後再返回北極。 個別亞種的具體遷徙路線和過冬地點仍然不完全確定。指名亞種C. c. canutus繁殖於泰梅爾半島，可能還包括雅庫特，遷徙至西歐，然後前往西部和南部非洲。C. c. rogersi繁殖於西伯利亞的楚科奇半島，並在東澳洲和紐西蘭過冬。在中国大陆，分布于辽宁、河北、山东、青海、江苏、福建、广东、海南等地。该物种的模式产地在上海。體型較小且數量逐漸減少的rogersi（但可能是後來描述的piersmai）在曼納灣的泥灘和印度東海岸過冬。最近分裂的亞種C. c. piersmai繁殖於新西伯利亞群島，並在澳大利亞西北部過冬。C. c. roselaari繁殖於西伯利亞的蘭格爾島和阿拉斯加西北部，並似乎在佛羅里達、巴拿馬和委內瑞拉過冬。C. c. rufa繁殖於加拿大低北極地區，在南美洲過冬；C. c. islandica則繁殖於加拿大高北極地區及格陵蘭，並在西歐過冬。
在西非過冬的鳥類被發現每天的覓食活動僅限於2—16 km2（0.77—6.18 sq mi）的潮間帶範圍內，並在一個地點棲息數月。在像瓦登海這樣的溫帶地區，牠們每週會更換棲地，覓食範圍在一週內可能達到800 km2（310 sq mi）。
B95，也被稱為月鳥，是C. c. rufa亞種一個著名的個體。牠是一隻雄鳥，因其極長的壽命而在保育界聞名——截至2014年5月的最後一次觀察時，牠至少已經20歲了。

## 描述與解剖

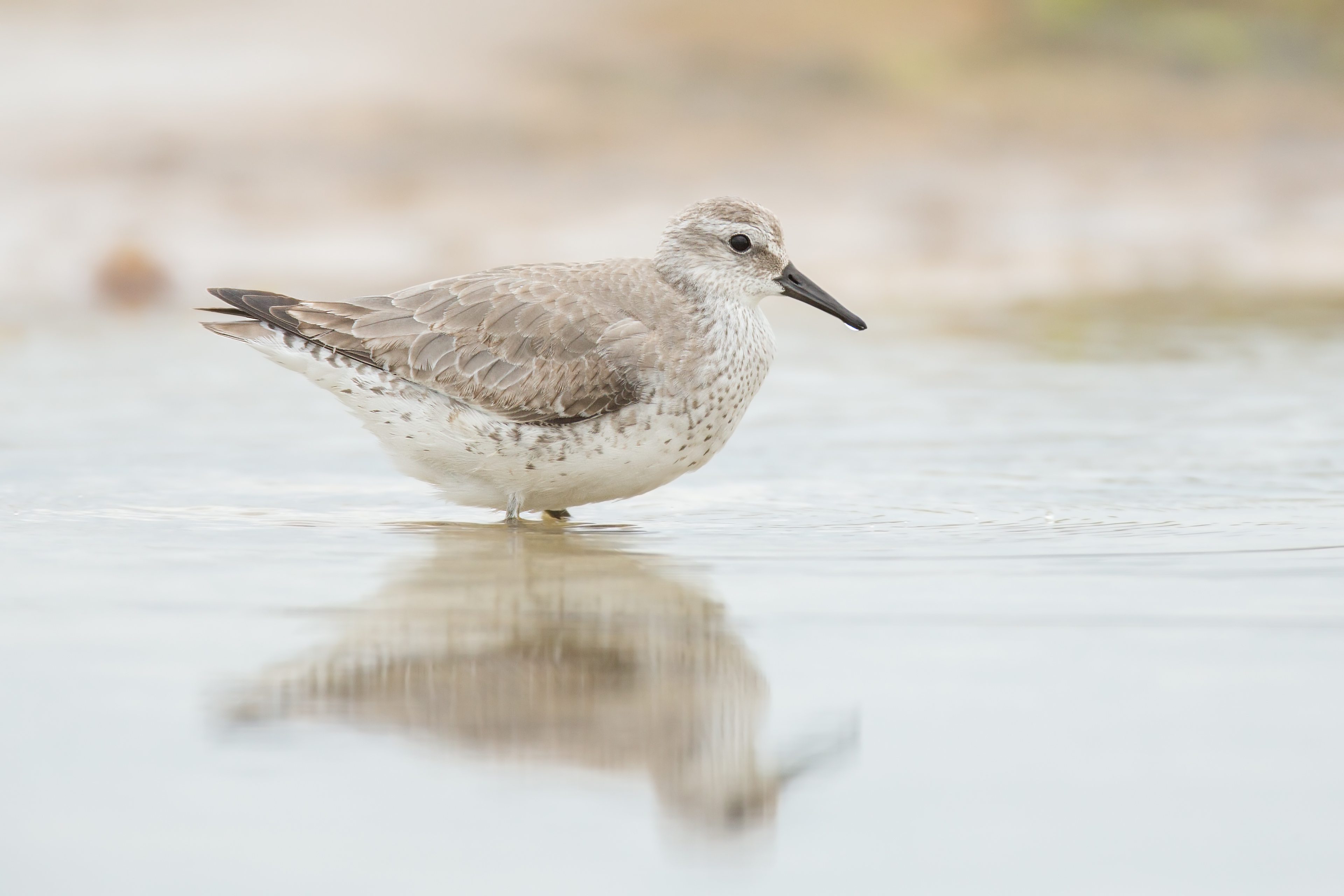
非繁殖期成鳥

成年的紅腹濱鷸是第二大的Calidris濱鷸，體長約23—26 cm（9.1—10.2英寸），翼展為47—53 cm（19—21英寸）。其體型典型於該屬，具有小頭和眼睛，短頸和稍微逐漸變細的喙，喙的長度不超過頭部。牠有短的黑色腿和中等細的黑色喙。冬季或基本羽毛呈現均勻的淺灰色，兩性相似。替代或繁殖羽在背部為灰色斑駁，臉部、喉嚨和胸部為肉桂色，後腹部為淺色。雌鳥的替代羽毛與雄鳥相似，但略為淺色，眼線不那麼明顯。Canutus、islandica和piersmai是「較暗」的亞種。亞種rogersi的腹部比roselaari或piersmai更淺，而rufa則是整體羽色最淺的。從替代羽毛到非繁殖羽的過渡始於繁殖地，但在向南遷徙期間最為明顯。向北遷徙至繁殖地的遷徙期間主要進行從非繁殖羽到替代羽毛的換羽。
牠的體型較大，白色翼條以及灰色臀部和尾巴使其在飛行中容易識別。覓食時，短而深綠色的腿使牠呈現出一種「低懸」的特徵外觀。單獨覓食時，牠們很少發出叫聲，但在群體飛行時，會發出低沉的單音節knutt，而在遷徙時則發出雙音節knuup-knuup。牠們在6月至8月間於潮濕的苔原上繁殖。雄鳥的展示歌聲為一種笛音poor-me。展示行為包括高空盤旋，伴隨著翅膀顫抖拍動，並以翅膀向上舉起的姿勢翻滾至地面。兩性共同孵卵，但雌鳥在孵化後將育雛工作交給雄鳥。
幼鳥在第一年具有顯著的次邊緣線和棕色覆羽。在繁殖季節，雄鳥可以根據紅色腹部延伸至後腹的更均勻陰影（相比於分子方法<80%的準確度）來區分。
體重因亞種而異，但範圍在100、200 g（3.5、7.1 oz）之間。紅腹濱鷸在遷徙前可以將體重增加一倍。像許多遷徙鳥類一樣，牠們在遷徙前也會縮小消化器官的大小。由於遷徙過程中有更多的覓食機會，紅腹濱鷸的消化器官萎縮程度不如像斑尾鷸這樣的物種那麼顯著。紅腹濱鷸還能夠隨季節改變消化器官的大小。在冬季覓食地，當進食較硬的食物時，砂囊的厚度增加，而在繁殖地進食較軟的食物時，砂囊的大小減小。這些變化可以非常迅速，在短短六天內發生。

## 行為

### 飲食和覓食
在繁殖地，紅腹濱鷸主要吃蜘蛛、節肢動物、幼蟲，以及一些透過表面啄食獲得的植物材料；在越冬和遷徙地，牠們吃各種硬殼獵物，如雙殼綱（包括貽貝）、腹足綱和小螃蟹，牠們會整個吞下並由強壯的胃來壓碎。
在冬季和遷徙期間，紅腹濱鷸在泥灘上覓食時是觸覺覓食者，牠們會在泥中探尋看不見的獵物。牠們的覓食技術包括在沿海岸行走時用淺探針探入泥中。當潮水退去時，牠們傾向於在表面啄食，而在柔軟的泥中，牠們可能會將喙插入約1 cm（0.39英寸）的深度進行探測和耕犁。雙殼類白櫻蛤屬（Macoma）軟體動物是牠們在歐洲海岸的首選獵物，牠們整個吞下並在砂囊中將其分解。在德拉瓦灣，牠們大量以鱟的卵為食，這是一種富含營養且易於消化的食物來源，正好在牠們春季到達時鱟會產卵。牠們能夠通過喙上的赫布斯氏小體感知水壓變化來探測埋在濕沙下的軟體動物。與許多觸覺覓食者不同的是，牠們的視野並非全景式（允許接近360度的視野），因為在短暫的繁殖季節中，牠們轉而成為視覺獵食者，通過啄食來獲得行動迅速且未隱藏的獵物。啄食也被用來在越冬和遷徙的覓食地獲得一些表面食物，例如美洲鱟的卵。

### 繁殖

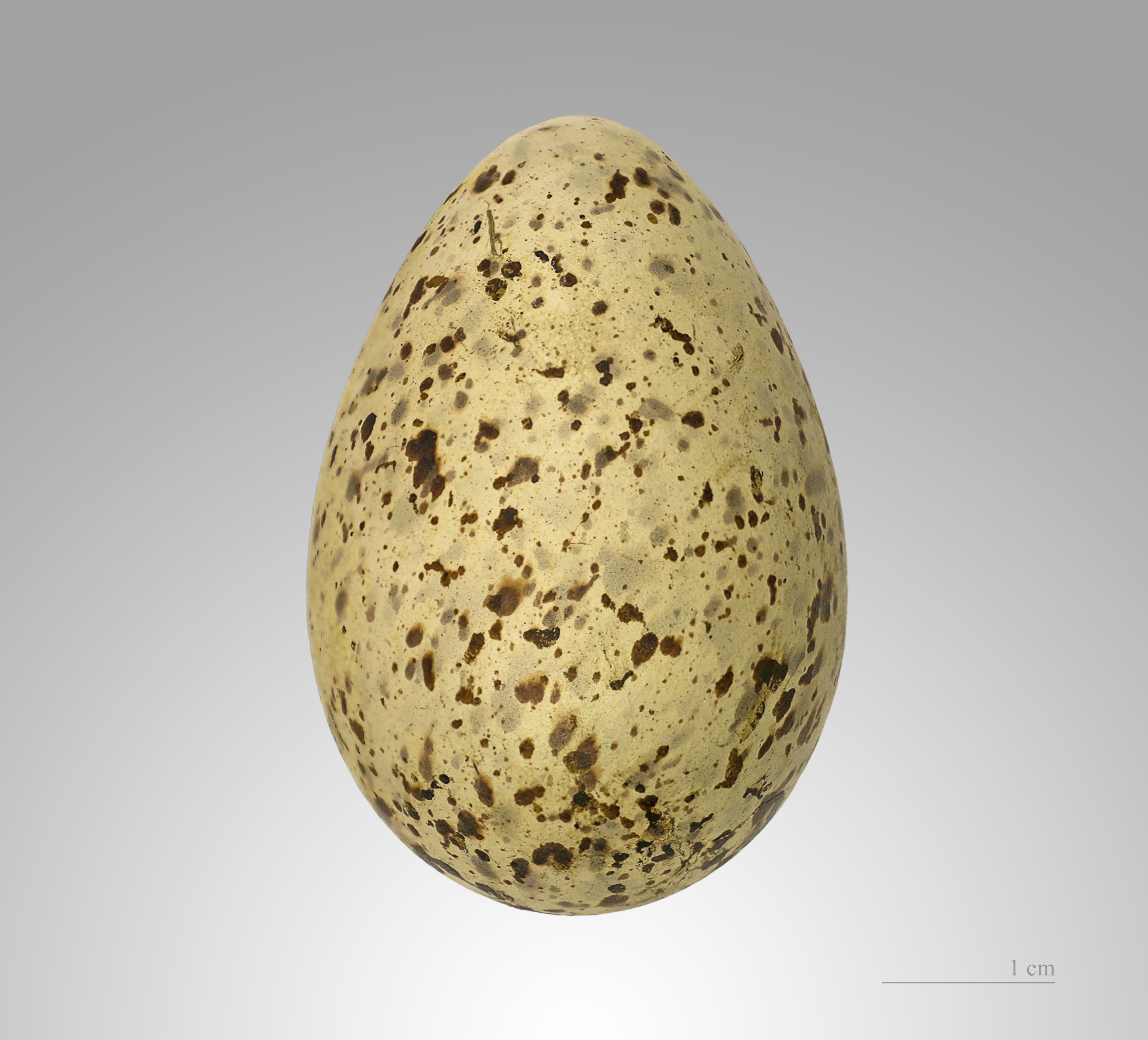
Calidris canutus 蛋, 土魯斯博物館

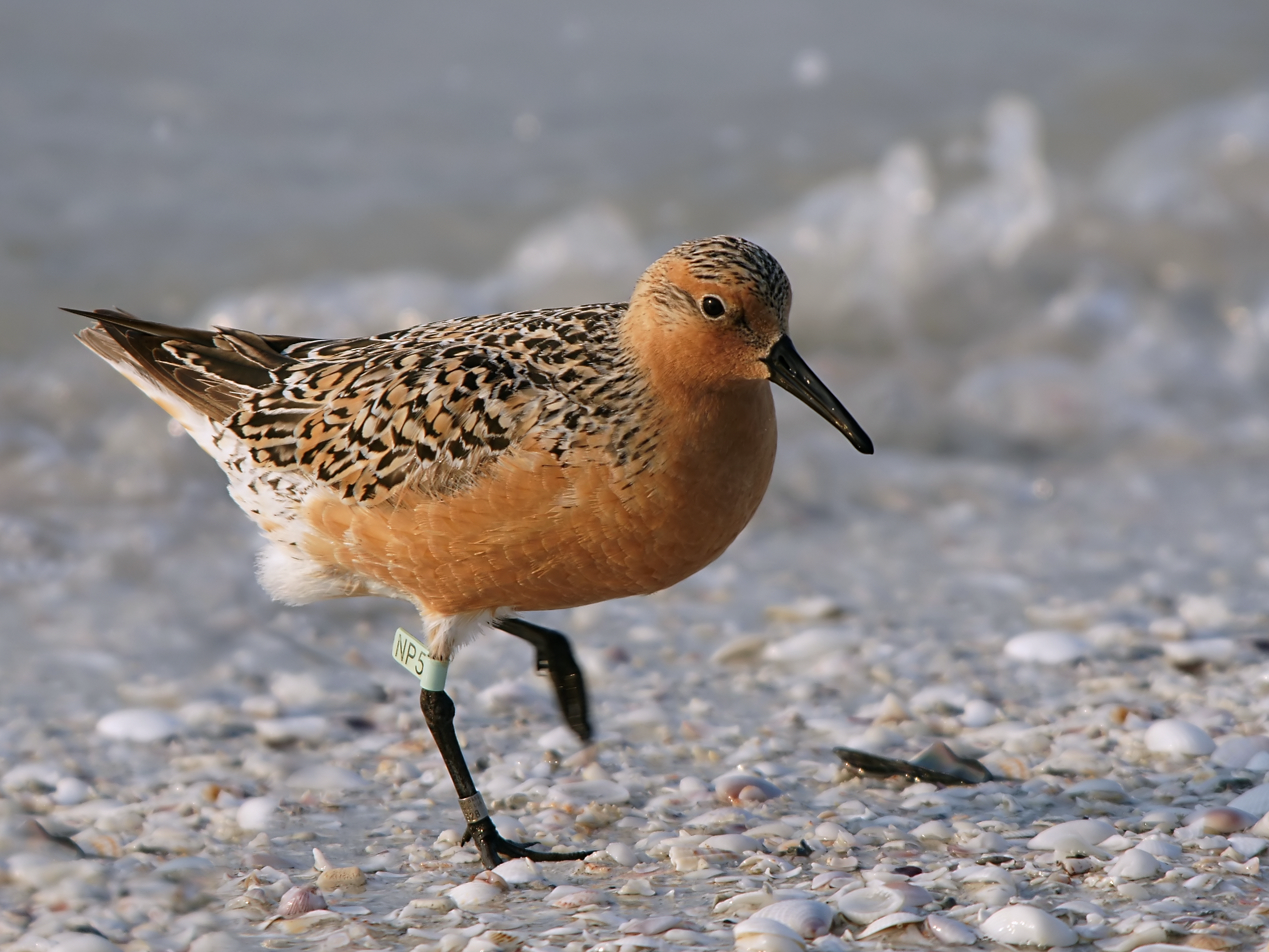
繁殖羽的紅腹濱鷸

紅腹濱鷸是領域性動物且具有季節性一夫一妻制；尚不清楚配偶是否會從一個繁殖季節延續到下一個。繁殖於俄羅斯的雄性和雌性已顯示出對其繁殖地點的領域忠誠，年復一年地回到相同地點，但目前尚無證據顯示牠們對領域具有忠誠性。雄鳥比雌鳥早遷徙抵達，並開始捍衛領土。雄鳥一到達就開始展示和積極地捍衛其領土免受其他雄鳥的侵擾。
紅腹濱鷸的巢築於地面，靠近水域，通常位於內陸。牠的鳥巢是一個淺的凹陷，內襯葉子、地衣和苔蘚。雄鳥在雌鳥到達之前，在其領地內建造三到五個巢穴。雌鳥通常會產下三顆或多於三顆的卵，通常是四顆，產卵過程可能持續六天。卵的大小為43 mm × 30 mm（1.7英寸 × 1.2英寸），顏色為淺橄欖色至深橄欖黃褐色，並帶有些微光澤。雙親共同孵卵，平等分擔責任。未在當班的親鳥會與同種其他鳥類一起成群覓食。孵卵期約為22天。在孵卵初期，成鳥會因人類接近巢穴而輕易地被驚動飛離，且在驚飛後可能數小時不會返回巢穴。然而，在孵卵後期，牠們會堅守在卵上。 通常，卵的孵化是同步的。雛鳥在孵化時是早熟的，覆蓋著隱蔽色的絨毛羽毛。雛鳥和親鳥會在孵化後一天內離開巢穴，並開始與親鳥一起覓食。雌鳥會在幼鳥羽翼未豐前離開，而雄鳥則會留下來。幼鳥羽翼豐滿後，雄鳥開始向南遷徙，而幼鳥則獨自完成首次遷徙。

## 與鱟的關係

### 停留地點與食物供應
作為「動物界中遷徙距離最長的物種之一」，紅腹濱鷸每年在遷徙路線上依賴相同的停留地點來補充體力，以完成往返繁殖地的遷徙。紅腹濱鷸"以比大多數濱鳥更大的群體”飛行，“每年（北半球）春天從南到北飛行 9300 英里，每年秋天則反向重複這一旅程” 北半球的冬季牠們在南美洲的火地島度過，遷徙路線通向北極圈以上的島嶼和大陸上的繁殖地，這些地點只有在短暫的北極夏季才能到達。這些長途旅行被分成大約每段1500英里的路程，每段路程的終點是每年都會拜訪的集結區域。具體而言，德拉瓦灣是紅腹濱鷸最重要的遷徙休息站，因為牠們的生理需求在遷徙期間主要通過食用豐富的鱟卵來滿足。紅腹濱鷸與鱟之間的關係在進化上是緊密相連的，因為「牠們的到來正好與德拉瓦灣每年鱟的產卵期吻合」。數據支持這樣的假設，即德拉瓦灣等海灘上鱟卵的豐富度推動了紅腹濱鷸的遷徙和分佈，而德拉瓦灣中鱟的數量決定了該地點對牠們遷徙路線的重要性/相關性。美國的其他停留點包括馬薩諸塞州、維吉尼亞州、南卡羅來納州和喬治亞州的海岸島嶼。較少數的紅腹濱鷸進行內陸遷徙，並在墨西哥灣沿岸越冬。這條路線上的停留區域位於密西西比河流域、美國北部的鹽湖和加拿大南部的平原。

### 依賴鱟卵作為食物來源
紅腹濱鷸在遷徙前會經歷各種生理變化，以應對長途旅行的體力需求：「飛行肌肉質量增加，而腿部肌肉質量減少。胃和砂囊的質量減少，而脂肪質量增加超過50%。」牠們到達停留地時極為消瘦。由於砂囊在遷徙期間縮小，牠們攝取的硬質食物較少，而是偏好柔軟且營養豐富的鱟卵作為食物來源。由於遷徙時間與鱟卵的釋放同步，這些特定停留地點的鱟卵廣泛存在，使得這一資源容易找到且易於消化，從而節省了鳥類的能量。因此，這些特定地點鱟卵的豐富度和可得性證明了它們之間緊密的關係。紅腹濱鷸在停留期間的體重可能會增加一倍，在大約10-14天的停留時間內不斷攝食，以增加足夠的體脂來繼續餘下的旅程。居住在德拉瓦灣的大量鱟群體使該地成為紅腹濱鷸遷徙中最重要的停留棲地，每年支持著估計50%到80%的遷徙中的紅腹濱鷸。
由於鱟卵豐富度與紅腹濱鷸生存率之間的相互關聯性，鱟群體的健康在討論紅腹濱鷸種群波動和成功方面變得越來越重要。鱟在20世紀初被捕撈用於製作肥料和飼料，現在美國的漁業公司則用它們作為誘餌。鱟的數量受到影響，而紅腹濱鷸的數量「在火地島（冬季）和德拉瓦灣（春季）從1980年代到2000年代下降了約75%」。 1990年代的過度捕撈促使大西洋州海洋漁業委員會採取行動管理鱟的數量，建立了「州際強制捕撈配額，並在德拉瓦灣口設立了1,500平方英里的Carl N. Shuster Jr.鱟保護區」。 隨後，鱟誘餌的商業用途已透過數量管理和創新誘餌保護技術得到減少，並且也記錄到紅腹濱鷸數量的穩定化趨勢。

## 現狀
紅腹濱鷸的分布範圍廣泛，估計約為100,000—1,000,000 km2（39,000—386,000 sq mi），總數約為110萬隻。該物種的種群下降速度未達到IUCN紅色名錄的門檻（即十年或三代內下降超過30%），因此被評估為「無危」。然而，許多地方的種群下降已經被注意到，例如為了食用而對潮間帶平原進行挖掘的活動（歐洲鳥尾蛤），導致了荷蘭瓦登海（Dutch Wadden Sea）越冬紅腹濱鷸的減少。遷徙停留地點的食物質量是其遷徙策略中的關鍵因素。
這是非歐亞遷移性水鳥協定（AEWA）（AEWA）適用的物種之一。這要求簽署國對列名物種或其卵的採集進行規範，建立保護區以保護列名物種的棲地，規範狩獵，並監測相關鳥類的種群。
紅腹濱鷸的種群在近年來似乎已經穩定下來，儘管數量仍然很低。

## 威脅
紅腹濱鷸的種群受到氣候變化的極大影響，因為中高緯度的北極棲地對其繁殖至關重要。紅腹濱鷸在高緯度和沿海地區繁殖和越冬，而這些地區最容易受到氣候變化的影響。巢址通常位於苔原靠近水體的開闊地上。雄性紅腹濱鷸在「通常乾燥的、石質的苔原高地上準備3-5個巢址，這些地點通常靠近山脊且不遠處有濕地」。因此，海平面上升、海岸侵蝕和全球變暖導致的溫度升高，破壞了紅腹濱鷸在這些北極沿海地區的理想繁殖棲地。遷徙動物本身已經適應了多種環境，然而，對於紅腹濱鷸來說，氣候變化的迅速和複雜反應對其進化造成了損害。隨著北極繁殖地繼續變暖，紅腹濱鷸的體型減少，且出生於較暖年份的鳥類生存成功率較低。更顯著的是，牠們在熱帶的越冬區域變得更為穩定，導致鳥類的喙較短（這可能是因為穩定的條件培養出更大的生態成功率，物種內部的變異性較小）。因此，紅腹濱鷸在尋找主要食物來源時變得更加困難，因為這些食物包括深埋的軟體動物，這增加了獲取食物的困難性和能量消耗。
間接威脅包括鱟的過度捕撈和氣候變化，這些都對紅腹濱鷸的種群構成了巨大威脅。儘管氣候變化等問題可能難以立即或直接改變，但限制鱟的捕撈和減少人類干擾以保護紅腹濱鷸的食物來源以及遷徙/繁殖地點，仍是有效的保護措施。

## 保育努力
2003年，科學家預測按照當時的下降速度，美洲亞種rufa可能會在2010年左右滅絕，但截至2011年4月，該亞種仍然現存。在新澤西州，州和地方機構正在通過限制鱟的捕撈和限制海灘進入來保護這些鳥類。在德拉瓦州，曾頒布了為期兩年的鱟捕撈禁令，但後來被法官以證據不足以證明對漁業產生潛在破壞為由推翻，然而近年來已實行只捕撈雄性鱟的政策。
2014年秋末，紅腹濱鷸rufa亞種被列為美國《瀕危物種法》下的聯邦受威脅物種，這是亞種可以獲得的第二嚴重的保護狀態。這是在環保組織經過十年密集請願後，並對美國內政部提起訴訟，指控其在保護瀕危物種方面存在疏忽，未能及時評估和列入保護名單後達成的。將紅腹濱鷸rufa亞種列入名單的原因多種多樣；棲地退化、關鍵食物來源的喪失以及氣候變化和海平面上升所帶來的威脅，都是在將其列入保護名單時考慮的因素。